# Biniće
Biniće (en serbe cyrillique : Биниће) est un village de Serbie situé dans la municipalité de Raška, district de Raška. Au recensement de 2011, il comptait 111 habitants.

## Démographie
| 1948 | 1953 | 1961 | 1971 | 1981 | 1991 | 2002 | 2011 |
| ---- | ---- | ---- | ---- | ---- | ---- | ---- | ---- |
| 785  | 780  | 757  | 626  | 458  | 309  | 179  | 111  |

|  |